# Naja Marie Aidt
Naja Marie Aidt (Aasiaat, 24 de diciembre de 1963) es una escritora groenlandesa-danesa. 
Nacida en Groenlandia, a la edad de 7 años se instaló en Copenhague. Sus padres se divorciaron, y ella y su madre se mudaron al barrio de Vesterbro en Copenhague. Durante su juventud estuvo en la Liga danesa de la Juventud Comunista. En 2008 recibió el Premio de Literatura del Consejo Nórdico por su novela Bavian.

## Premios
- 1993: Gyldendals Boglegat.
- 1996: Premio Martin Andersen Nexø
- 1996: Herman Bangs Mindelegat.
- 2006: Premio de la crítica danesa
- 2008: Premio de Literatura del Consejo Nórdico
- 2022: Premio Nórdico de la Academia Sueca